# 张凤梅
张凤梅（1961年—），河北吴桥人，汉族，中华人民共和国政治人物、第十二届全国人民代表大会河北地区代表。
毕业于唐山市业余工学院，加入民建。2013年，被选为全国人大代表。